# 皮亚韦河畔福萨尔塔
皮亚韦河畔福萨尔塔（義大利語：Fossalta di Piave），是意大利威尼托大区威尼斯廣域市的一个市镇。总面积9平方公里，人口4247人，人口密度471.9人/平方公里（2009年）。国家统计（ISTAT）代码为027015。